# Крістіан Ніклес
Крістіан Ніклес (26 грудня 1997) — брунейський плавець. 
Учасник Чемпіонату світу з водних видів спорту 2011, де на дистанціях 50 і 100 метрів вільним стилем не потрапив до півфіналів.
Учасник Чемпіонату світу з водних видів спорту 2019, де на дистанціях 50 і 100 метрів вільним стилем не потрапив до півфіналів.